# Jorge Lendeborg Jr.
Jorge Lendeborg Jr., né le 21 janvier 1996 à Saint-Domingue est un acteur dominicain. Actif au cinéma depuis 2016, il est connu pour ses rôles dans Love, Simon, Bumblebee et Night Teeth.

## Biographie
Jorge Lendeborg Jr. naît le 21 janvier 1996 à Saint-Domingue  et déménage à Miami à l'âge de 4 ans. Sa carrière débute à la télévision en 2014 avec une apparition dans un épisode de la série Graceland, et au cinéma en 2016 avec un rôle principal dans le long métrage The Land (en) de Steven Caple Jr.. En 2017 il décroche dans Spider-Man: Homecoming de Jon Watts un petit rôle qu'il reprendra dans les deux suites Far From Home  et No Way Home. Il enchaîne alors les rôles avec Love, Simon de Greg Berlanti, puis Bumblebee de Travis Knight, un film dérivé de la franchise Transformers en 2018.
En 2019 il joue dans le film de science fiction Alita: Battle Angel de Robert Rodriguez. En 2021 il a le rôle principal dans le film Night Teeth d'Adam Randall, où il campe un conducteur de taxi confronté à des vampires,.

## Filmographie

### Cinéma
- 2016 : The Land (en) de Steven Caple Jr. : Cisco
- 2017 : Brigsby Bear de Dave McCary : Spencer
- 2017 : Spider-Man: Homecoming de Jon Watts : Jason Ionello
- 2017 : Shot (en) de Jeremy Kagan : Miguel
- 2018 : Love, Simon de Greg Berlanti : Nick
- 2018 : Bumblebee de Travis Knight : Memo
- 2019 : Alita: Battle Angel de Robert Rodriguez : Tanji
- 2019 : Spider-Man: Far From Home  de Jon Watts : Jason Ionello
- 2020 : Critical Thinking de John Leguizamo : Oelmy 'Ito' Paniagua
- 2021 : État d'esprit de Mike Cahill : Arthur Wittle
- 2021 : Boogie d'Eddie Huang (en) : Richie
- 2021 : Night Teeth d'Adam Randall : Benny
- 2021 : Spider-Man: No Way Home  de Jon Watts : Jason Ionello (non crédité)
- 2022 : American Carnage (en) de Diego Hallivis : JP

### Télévision
- 2014 : Graceland : Chihuaha (saison 2, épisode 4)
- 2019 : Wu-Tang: An American Saga : Jah Son (3 épisodes)